# Giro d’Italia 2024/1. Etappe
Die 1. Etappe des Giro d’Italia 2024 fand am 4. Mai 2024 statt. Sie war der Auftakt der 107. Austragung des italienischen Etappenrennens und wurde um Turin ausgetragen. Die Strecke führte über 140 Kilometer vom Schloss Venaria Reale zur Gran Madre di Dio und beinhaltete drei kategorisierte Anstiege. Nach der Etappe hatten die Fahrer 4,22 % der Gesamtdistanz zurückgelegt. Die Organisatoren der Rundfahrt bewerteten die Schwierigkeit der Etappe mit drei von fünf Sternen.
Den Etappensieg sicherte sich der Ecuadorianer Jhonatan Narváez (Ineos Grenadiers), der sich im Dreier-Sprint vor Maximilian Schachmann (Bora-hansgrohe) und Tadej Pogačar (UAE Team Emirates) durchsetzte.
Die Etappe fand am 75. Jahrestag des Flugunfalls von Superga statt, bei dem die damalige Fußballmannschaft des AC Turin ums Leben kam. Dieser Katastrophe wurde mit dem Anstieg zur Superga und einer speziellen Ausgabe der Maglia rosa ein Andenken gewidmet.

## Streckenverlauf
Der neutralisierte Start erfolgt beim Schloss Venaria Reale, das in der Gemeinde Venaria Reale im Norden von Turin liegt. Vom Piazza della Repubblica aus geht es auf der Via Andrea Mensa über den Piazza dell'Annunziata bis zum Piazza Vittorio Veneto, wo die Fahrer links auf die Via Giuseppe Cavallo abbiegen. Nach der Überquerung des Ceronda wird auf dieser das Rennen nach 2000 Metern freigegeben.
Nach dem offiziellen Start führte die Strecke zunächst flach über Borgaro Torinese, Leinì, Volpiano und Chivasso in Richtung Osten. Nach rund 35 Kilometern wurde der Po überquert und die Fahrtrichtung drehte gen Süden, ehe in Berzano di San Pietro (395 m) bei Kilometer 51,4 die erste Bergwertung abgenommen wurde. Die Auffahrt war als Anstieg der 4. Kategorie klassifiziert worden und verlief auf der gut ausgebauten SP16. Die nachfolgende Abfahrt führte nach Castelnuovo Don Bosco, bevor nach 57,9 gefahrenen Kilometern der erste Zwischensprint in Moriondo Torinese am Ende einer kurzen Steigung erfolgte. Im Anschluss setzten die Fahrer ihre Fahrt in Richtung Westen fort, ehe sie kurz vor Chieri rechts auf die SP122 abbogen, die nach Pavarolo führte. Nun begann die Straße erneut zu steigen und führte über Baldissero Torinese zur Superga (655 m), wo eine Bergwertung der 3. Kategorie abgenommen wurde. Auf der Via dei Colli wurde nach 81,5 Kilometern der höchste Punkt des Anstiegs erreicht, ehe die Strecke abschüssig nach Pino Torinese führte. Nach einer kurzen Gegensteigung ging es nach Pecetto Torinese und Moncalieri, ehe die Corso Moncalieri entlang des Po nach Turin führte. Bei Kilometer 104,7 wurde auf dieser der zweite Zwischensprint ausgefahren.
Bevor der Zielstrich zum ersten Mal passiert wurde, bogen die Fahrer kurz nach der Ponte Principessa Isabella rechts auf die enge Strada dal Ponte Isabella a San Vito ab, die für rund 1500 Meter eine Steigung von 9,8 % mit Rampen von bis zu 16 % aufwies. 3 Kilometer vor dem Zielstrich wurde der höchste Punkt des nicht-kategorisierten Anstiegs zum ersten Mal überquert, ehe eine teils technisch anspruchsvolle Abfahrt auf der Strada Comunale da San Vito a Revigliasco folgte. Diese führte bis zum Monumento alla Spedizione di Crimea. Rund 30 Kilometer vor dem Ziel erfolgte die erste Zieldurchfahrt. Im Anschluss begann die Straße auf der Strada Comunale Santa Margherita erneut zu steigen und führte vorbei an der Villa della Regina auf den Colle della Maddelena (698 m). Die Auffahrt wies auf einer Länge von 6,1 Kilometern eine Durchschnittssteigung von 7,4 % auf, wobei Rampen von bis zu 11 % befahren werden mussten. Nachdem der höchste Punkt 21,9 Kilometer vor dem Ziel nahe des Faro della Vittoria erreicht worden war, wurde erneut die Abfahrt über Pecetto Torinese genutzt, ehe in Moncalieri der dritte Zwischensprint 9,6 Kilometer vor dem Ziel erfolgte. Im Finale musste erneut die kurze Rampe von San Vito absolviert werden, bevor nach einem flachen Kilometer das Ziel neben der Gran Madre di Dio erreicht wurde.
|                            | Ort                                   | Kilometer | Länge (km) | Höhe (m) | Ø Steigung | max. Steigung |
| -------------------------- | ------------------------------------- | --------- | ---------- | -------- | ---------- | ------------- |
| neutralisierter Start      | Venaria Reale (Schloss Venaria Reale) | −2        |            |          |            |               |
| offizieller Start          | Venaria Reale (Via Giuseppe Cavallo)  | 0         |            |          |            |               |
| Bergwertung (4. Kategorie) | Berzano di San Pietro                 | 48,4      | 3          | 395      | 4,9 %      |               |
| Zwischensprint (S)         | Moriondo Torinese                     | 57,9      |            |          |            |               |
| Bergwertung (3. Kategorie) | Superga                               | 78,5      | 8          | 655      | 4,3 %      |               |
| Zwischensprint (I)         | Turin (Corso Moncalieri)              | 104,7     |            |          |            |               |
| Zieldurchfahrt             | Turin                                 | 109,8     |            |          |            |               |
| Bergwertung (2. Kategorie) | Colle della Maddelena                 | 118,1     | 6,1        | 698      | 7,4 %      | 11 %          |
| Zwischensprint (S)         | Moncalieri                            | 130,4     |            |          |            |               |
| Ziel                       | Turin                                 | 140       |            |          |            |               |

## Rennverlauf
Kurz nachdem das Rennen freigegeben worden war, setzten sich mit Lilian Calmejane (Intermarché-Wanty), Amanuel Ghebreigzabhier (Lidl-Trek), Louis Barré (Arkéa-B&B Hotels), Nicolas Debeaumarché (Cofidis), Filippo Fiorelli (VF Group-Bardiani CSF-Faizanè) und Andrea Pietrobon (Polti Kometa) sechs Fahrer vom Hauptfeld ab. Im Hauptfeld übernahm das UAE Team Emirates die Tempoarbeit und ließ den Ausreißern zunächst einen maximalen Vorsprung von rund zweieinhalb Minuten. In Berzano di San Pietro sicherte sich Filippo Fiorelli die ersten Punkte im Kampf um die Bergwertung vor Louis Barré und Amanuel Ghebreigzabhier. Kurz darauf führte der Italiener in Moriondo Torinese auch über den ersten Zwischensprint. Im Peloton sicherte sich Kaden Groves (Alpecin-Deceuninck) als Siebter vor seinem Teamkollegen Edward Planckaert zwei Punkte. Im Anstieg der Superga, griff der Franzose Lilian Calmejane bereits mehrere Kilometer vor der Bergwertung an, wodurch die Ausreißergruppe zerfiel. Nach einem Gegenangriff setzte sich Amanuel Ghebreigzabhier als Solist an die Spitze des Rennens und holte kurz darauf neun Punkte bei der Bergwertung, wodurch er zwischenzeitlich die Führung in der Sonderwertung übernahm. Wenige Sekunden hinter dem Eritreer erreichten auch Filippo Fiorelli, Lilian Calmejane und Andrea Pietrobon die Kuppe, ehe Lilian Calmejane in der anschließenden Abfahrt zu dem Führenden Amanuel Ghebreigzabhier aufschloss. Beim zweiten Zwischensprint, dem Intergiro Sprint, sicherte sich Lilian Calmejane vor seinem Begleiter die meisten Punkte, ehe sich Jonathan Milan (Lidl-Trek) im Hauptfeld vor Danny Van Poppel (Bora-hansgrohe) und Kaden Groves im Kampf um Platz fünf durchsetzte. Nachdem Filippo Fiorelli und Andrea Pietrobon rund 33 Kilometer vor dem Ziel gestellt worden waren, verblieben mit Lilian Calmejane und Amanuel Ghebreigzabhier nur noch zwei Ausreißer vor dem Hauptfeld.
Im Anstieg des Colle della Maddelena konnte Amanuel Ghebreigzabhier seinem Begleiter nicht mehr folgen und wurde wenig später vom Hauptfeld eingeholt, in dem nun das UAE Team Emirates das Tempo forcierte. Mit Thymen Arensman geriet der Co-Leader der Ineos Grenadiers bereits früh in Bedrängnis und musste das kleiner werdende Peloton bereits auf den ersten Kilometern des Anstiegs ziehen lassen. Später fielen auch Romain Bardet (dsm-firmenich PostNL) und Lucas Plapp (Jayco AlUla) zurück. Lilian Calmejane rettete sich mit wenigen Sekunden Vorsprung über die letzte Bergwertung des Tages uns sicherte sich so 18 Punkte, womit er als erster Träger der Maglia Azzura (Bergtrikot) feststand.
Nachdem das UAE Team Emirates das Tempo im Colle della Maddelena forciert hatte und sich nur noch rund 30 Fahrer im Hauptfeld befanden, kam es nach der anschließenden Abfahrt zu den ersten Attacken, da mit Rafal Majka nur noch ein Helfer der Mannschaft in der Gruppe verblieben war. Rund 16 Kilometer vor dem Ziel griff Maximilian Schachmann (Bora-hansgrohe) an, ehe ihm Mikkel Frølich Honoré (EF Education-EasyPost) und Nicola Conci (Alpecin-Deceuninck) folgten. Kurz darauf lösten sich mit Damiano Caruso (Bahrain Victorious), Alex Baudin (Decathlon AG2R La Mondiale), Alessandro De Marchi (Jayco AlUla) und Giulio Pellizzari (VF Group-Bardiani CSF-Faizanè) vier weitere Fahrer vom Hauptfeld. In weiterer Folge schlossen sich die beiden Ausreißergruppen zusammen und holten mit Lilian Calmejane den Spitzenreiter ein. Beim dritten Zwischensprint in Moncalieri betrug der Vorsprung der Ausreißer bereits rund 30 Sekunden, wobei sich Damiano Caruso, der Gesamtzweite des Giro d’Italia 2021, vor Nicola Conci und Maximilian Schachmann drei Bonussekunden sicherte.
Kurz vor dem Schlussanstieg der nicht-kategorisierten Strada dal Ponte Isabella a San Vito griff Nicola Conci aus der Ausreißergruppe an und erreichte den Fuß der Steigung mit einem Vorsprung von rund 20 Sekunden. Das Hauptfeld erreichte die Steigung mit einem Rückstand von etwas mehr als 30 Sekunden, wobei Tadej Pogačar (UAE Team Emirates) das Tempo sofort forcierte. Der Slowene schloss nun zunächst zu der Ausreißergruppe auf, wobei ihm einzig der Ecuadorianer Jhonatan Narváez (Ineos Grenadiers) folgen konnte. Rund drei Kilometer vor dem Ziel schloss das Duo auch zu dem führenden Nicola Conci auf, der ebenfalls zurückfiel. Kurz vor der Kuppe trat Tadej Pogačar ein weiteres Mal an, konnte Jhonatan Narváez jedoch nicht distanzieren. Die beiden gingen gemeinsam in die anschließende Abfahrt, in der Maximilian Schachmann den Kontakt zu dem Spitzenduo wiederherstellen konnte. Auf dem letzten flachen Kilometer fuhr Tadej Pogačar an der ersten Position, ehe Maximilian Schachmann den Sprint von der dritten Position aus rund 200 Meter vor dem Ziel eröffnete. Schlussendlich setzte sich jedoch Jhonatan Narváez durch, der die Etappe vor dem Deutschen gewann und so als erster Fahrer in die Maglia Rosa schlüpfte. Hinter dem drittplatzierten Tadej Pogačar erreichte Alex Baudin das Ziel mit einem Rückstand von sechs Sekunden und übernahm so die Führung in der Nachwuchswertung. Zehn Sekunden nach dem Etappensieger folgte die erste größere Gruppe, in der die meisten weiteren Gesamtklassement-Fahrer vertreten waren. Mit einem Rückstand von 57 Sekunden folgten Nairo Quintana (Movistar), Lucas Plapp und Romain Bardet, während Thymen Arensman und Florian Lipowitz (Bora-hansgrohe) mehr als zwei Minuten einbüßten.

## Ergebnis
| \| Etappenergebnis \| Etappenergebnis \| Etappenergebnis \| Etappenergebnis \| Etappenergebnis \| \| Fahrer \| Fahrer \| Land \| Team \| Zeit \| \| --------------- \| --------------------- \| ---------------------- \| -------------------------- \| --------------- \| \| 1. \| Jhonatan Narváez \| Ecuador \| Ineos Grenadiers \| 3 h 14 min 23 s \| \| 2. \| Maximilian Schachmann \| Deutschland \| Bora-Hansgrohe \| + 0 s \| \| 3. \| Tadej Pogačar \| Slowenien \| UAE Team Emirates \| + 0 s \| \| 4. \| Alex Baudin \| Frankreich \| Decathlon-AG2R La Mondiale \| + 6 s \| \| 5. \| Nicola Conci \| Italien \| Alpecin-Deceuninck \| + 10 s \| \| 6. \| Quinten Hermans \| Belgien \| Alpecin-Deceuninck \| + 10 s \| \| 7. \| Mauri Vansevenant \| Belgien \| Soudal Quick-Step \| + 10 s \| \| 8. \| Antonio Tiberi \| Italien \| Bahrain Victorious \| + 10 s \| \| 9. \| Attila Valter \| Ungarn \| Team Visma \\| Lease a Bike \| + 10 s \| \| 10. \| Geraint Thomas \| Vereinigtes Königreich \| Ineos Grenadiers \| + 10 s \| |                       |                        |                            |                 |
| |                       |                        |                            |                 |
| Quellen: ProCyclingStats Cycling Quotient |                       |                        |                            |                 |
| Etappenergebnis |                       |                        |                            |                 |
| Fahrer | Fahrer                | Land                   | Team                       | Zeit            |
| 1. | Jhonatan Narváez      | Ecuador                | Ineos Grenadiers           | 3 h 14 min 23 s |
| 2. | Maximilian Schachmann | Deutschland            | Bora-Hansgrohe             | + 0 s           |
| 3. | Tadej Pogačar         | Slowenien              | UAE Team Emirates          | + 0 s           |
| 4. | Alex Baudin           | Frankreich             | Decathlon-AG2R La Mondiale | + 6 s           |
| 5. | Nicola Conci          | Italien                | Alpecin-Deceuninck         | + 10 s          |
| 6. | Quinten Hermans       | Belgien                | Alpecin-Deceuninck         | + 10 s          |
| 7. | Mauri Vansevenant     | Belgien                | Soudal Quick-Step          | + 10 s          |
| 8. | Antonio Tiberi        | Italien                | Bahrain Victorious         | + 10 s          |
| 9. | Attila Valter         | Ungarn                 | Team Visma \| Lease a Bike | + 10 s          |
| 10. | Geraint Thomas        | Vereinigtes Königreich | Ineos Grenadiers           | + 10 s          |

## Gesamtstände
| \| Gesamtwertung \| Gesamtwertung \| Gesamtwertung \| Gesamtwertung \| Gesamtwertung \| \| Fahrer \| Fahrer \| Land \| Team \| Zeit \| \| ------------- \| --------------------- \| ------------- \| -------------------------- \| --------------- \| \| 1. \| Jhonatan Narváez \| Ecuador \| Ineos Grenadiers \| 3 h 14 min 13 s \| \| 2. \| Maximilian Schachmann \| Deutschland \| Bora-Hansgrohe \| + 3 s \| \| 3. \| Tadej Pogačar \| Slowenien \| UAE Team Emirates \| + 6 s \| \| 4. \| Alex Baudin \| Frankreich \| Decathlon-AG2R La Mondiale \| + 16 s \| \| 5. \| Damiano Caruso \| Italien \| Bahrain Victorious \| + 17 s \| \| 6. \| Nicola Conci \| Italien \| Alpecin-Deceuninck \| + 18 s \| \| 7. \| Quinten Hermans \| Belgien \| Alpecin-Deceuninck \| + 20 s \| \| 8. \| Mauri Vansevenant \| Belgien \| Soudal Quick-Step \| + 20 s \| \| 9. \| Antonio Tiberi \| Italien \| Bahrain Victorious \| + 20 s \| \| 10. \| Attila Valter \| Ungarn \| Team Visma \\| Lease a Bike \| + 20 s \| |                       |             |                            |                 |
| |                       |             |                            |                 |
| Quellen: ProCyclingStats Cycling Quotient |                       |             |                            |                 |
| Gesamtwertung |                       |             |                            |                 |
| Fahrer | Fahrer                | Land        | Team                       | Zeit            |
| 1. | Jhonatan Narváez      | Ecuador     | Ineos Grenadiers           | 3 h 14 min 13 s |
| 2. | Maximilian Schachmann | Deutschland | Bora-Hansgrohe             | + 3 s           |
| 3. | Tadej Pogačar         | Slowenien   | UAE Team Emirates          | + 6 s           |
| 4. | Alex Baudin           | Frankreich  | Decathlon-AG2R La Mondiale | + 16 s          |
| 5. | Damiano Caruso        | Italien     | Bahrain Victorious         | + 17 s          |
| 6. | Nicola Conci          | Italien     | Alpecin-Deceuninck         | + 18 s          |
| 7. | Quinten Hermans       | Belgien     | Alpecin-Deceuninck         | + 20 s          |
| 8. | Mauri Vansevenant     | Belgien     | Soudal Quick-Step          | + 20 s          |
| 9. | Antonio Tiberi        | Italien     | Bahrain Victorious         | + 20 s          |
| 10. | Attila Valter         | Ungarn      | Team Visma \| Lease a Bike | + 20 s          |

| Punktewertung | Punktewertung           | Punktewertung | Punktewertung                 | Punktewertung |
| Fahrer        | Fahrer                  | Land          | Team                          | Punkte        |
| ------------- | ----------------------- | ------------- | ----------------------------- | ------------- |
| 1.            | Jhonatan Narváez        | Ecuador       | Ineos Grenadiers              | 25 P.         |
| 2.            | Lilian Calmejane        | Frankreich    | Intermarché-Wanty             | 20 P.         |
| 3.            | Filippo Fiorelli        | Italien       | VF Group-Bardiani CSF-Faizanè | 18 P.         |
| 4.            | Maximilian Schachmann   | Deutschland   | Bora-Hansgrohe                | 18 P.         |
| 5.            | Amanuel Ghebreigzabhier | Eritrea       | Lidl-Trek                     | 13 P.         |
| 6.            | Tadej Pogačar           | Slowenien     | UAE Team Emirates             | 12 P.         |
| 7.            | Andrea Pietrobon        | Italien       | Team Polti Kometa             | 11 P.         |
| 8.            | Alex Baudin             | Frankreich    | Decathlon-AG2R La Mondiale    | 8 P.          |
| 9.            | Nicola Conci            | Italien       | Alpecin-Deceuninck            | 6 P.          |
| 10.           | Quinten Hermans         | Belgien       | Alpecin-Deceuninck            | 5 P.          |

| Bergwertung | Bergwertung             | Bergwertung | Bergwertung                   | Bergwertung |
| Fahrer      | Fahrer                  | Land        | Team                          | Punkte      |
| ----------- | ----------------------- | ----------- | ----------------------------- | ----------- |
| 1.          | Lilian Calmejane        | Frankreich  | Intermarché-Wanty             | 20 P.       |
| 2.          | Amanuel Ghebreigzabhier | Eritrea     | Lidl-Trek                     | 10 P.       |
| 3.          | Giulio Pellizzari       | Italien     | VF Group-Bardiani CSF-Faizanè | 8 P.        |
| 4.          | Filippo Fiorelli        | Italien     | VF Group-Bardiani CSF-Faizanè | 7 P.        |
| 5.          | Giovanni Aleotti        | Italien     | Bora-Hansgrohe                | 6 P.        |
| 6.          | Adrien Petit            | Frankreich  | Intermarché-Wanty             | 4 P.        |
| 7.          | Daniel Felipe Martínez  | Kolumbien   | Bora-Hansgrohe                | 2 P.        |
| 8.          | Louis Barré             | Frankreich  | Arkéa-B&B Hotels              | 2 P.        |
| 9.          | Tadej Pogačar           | Slowenien   | UAE Team Emirates             | 1 P.        |
| 10.         | Andrea Pietrobon        | Italien     | Team Polti Kometa             | 1 P.        |

| Nachwuchswertung | Nachwuchswertung  | Nachwuchswertung | Nachwuchswertung              | Nachwuchswertung |
| Fahrer           | Fahrer            | Land             | Team                          | Zeit             |
| ---------------- | ----------------- | ---------------- | ----------------------------- | ---------------- |
| 1.               | Alex Baudin       | Frankreich       | Decathlon-AG2R La Mondiale    | 3 h 14 min 29 s  |
| 2.               | Mauri Vansevenant | Belgien          | Soudal Quick-Step             | + 4 s            |
| 3.               | Antonio Tiberi    | Italien          | Bahrain Victorious            | + 4 s            |
| 4.               | Cian Uijtdebroeks | Belgien          | Team Visma \| Lease a Bike    | + 4 s            |
| 5.               | Giulio Pellizzari | Italien          | VF Group-Bardiani CSF-Faizanè | + 4 s            |
| 6.               | Filippo Zana      | Italien          | Team Jayco AlUla              | + 21 s           |
| 7.               | Giovanni Aleotti  | Italien          | Bora-Hansgrohe                | + 41 s           |
| 8.               | Andrea Piccolo    | Italien          | EF Education-EasyPost         | + 51 s           |
| 9.               | Enzo Paleni       | Frankreich       | Groupama-FDJ                  | + 51 s           |
| 10.              | Georg Steinhauser | Deutschland      | EF Education-EasyPost         | + 51 s           |

| Mannschaftswertung | Mannschaftswertung            | Mannschaftswertung     | Mannschaftswertung |
| Team               | Team                          | Land                   | Zeit               |
| ------------------ | ----------------------------- | ---------------------- | ------------------ |
| 1.                 | Ineos Grenadiers              | Vereinigtes Königreich | 9 h 43 min 29 s    |
| 2.                 | Decathlon-AG2R La Mondiale    | Frankreich             | + 16 s             |
| 3.                 | Soudal Quick-Step             | Belgien                | + 20 s             |
| 4.                 | Team Visma \| Lease a Bike    | Niederlande            | + 27 s             |
| 5.                 | Bora-Hansgrohe                | Deutschland            | + 37 s             |
| 6.                 | EF Education-EasyPost         | Vereinigte Staaten     | + 57 s             |
| 7.                 | Team Jayco AlUla              | Australien             | + 1 min 04 s       |
| 8.                 | Astana Qazaqstan Team         | Kasachstan             | + 1 min 21 s       |
| 9.                 | VF Group-Bardiani CSF-Faizané | Italien                | + 1 min 44 s       |
| 10.                | Movistar Team                 | Spanien                | + 3 min 12 s       |